# Pleurotomaria notlingi
Pleurotomaria notlingi is een fossiele slakkensoort uit de familie van de Pleurotomariidae. De wetenschappelijke naam van de soort is voor het eerst geldig gepubliceerd in 1896 door Koken.